# Prachatice (stacja kolejowa)
Prachatice – stacja kolejowa w Prachaticach, w kraju południowoczeskim, w Czechach. Znajduje się na wysokości 545 m n.p.m..  
Na stacji istnieje możliwość zakupu biletów i rezerwacji miejsc.

## Linie kolejowe
- 197 Číčenice - Volary - Nové Údolí